# Stele von Thanahat
Koordinaten: 39° 26′ 5″ N, 45° 55′ 35″ O
Die beidseitig beschriftete urarṭäische Stele von Thanahat (Armenien) befindet sich heute im Museum von Jerewan. Als Fundort wird der Abhang bei der Kirche von Thanahat, einem Bergdorf, etwa 150 Kilometer (Luftlinie) südöstlich von Jerewan und etwa 17 km südwestlich von Sissian angegeben. Datiert wird die Stele aus der Herrschaftszeit von Argišti Rusaḫi.
Die Stele ist 1,18 m hoch und 0,53 m breit. Der Stein wurde sekundär zu einem Hačkar umgearbeitet, die Inschrift dabei teilweise zerstört.
Sie berichtet von einem Feldzug gegen Etiuḫi. Festungen wurden zerstört und Städte verbrannt. Der König von Etiuḫi (KURe-ti-ú-ḫi) zahlte Tribut. Ferner wurde Ṣuluqu (KUR ṣu-lu-qu-ú) vor der Stadt Irdua (URUir-du-a)unterworfen.
Argišti brachte eine nicht genannte Zahl von Gefangenen, Männer und Frauen, zurück nach Urartu. Außerdem deportierte er Frauen aus der Stadt Amuša (URUa-mu-šá), die bisher nicht lokalisiert ist.
Die ungewöhnlicherweise fehlenden Zahlenangaben lassen auf einen nicht besonders erfolgreichen Raubzug in den Norden schließen, zu dauerhaften Eroberungen ist es wohl nicht gekommen. Diese Stele ist die bisher nördlichste aus Argištis Regierungszeit.

## Konkordanz
| Autor        | Kürzel | Nummer  |
| ------------ | ------ | ------- |
| Artjunjan    | KUKN   | -       |
| Melikisvili  | –      | UKN 411 |
| Salvini 2008 | –      | A 11-3  |